# لشکرکشی‌های عثمانی به مراکش
در قرن شانزدهم میلادی، عثمانی‌ها چندین لشکرکشی به سلطنت سعدی، حکومتی که بر مراکش امروزی و بخش‌هایی از شمال غربی آفریقا حکمرانی می‌کرد، انجام دادند.

## تصرف فاس (۱۵۵۴)

### پیشینه
در اوایل قرن شانزدهم در مراکش، این کشور تحت فرمان یک سلسله متحد و یکپارچه نبود و وطاسی‌ها و سعدی‌ها با هم رقابت می‌کردند، که منجر به درخواست کمک نظامی وطاسی‌ها از عثمانی‌ها شد.

### دوره اول وضعیت واسال (دست‌نشاندگی)
در سال ۱۵۴۵ میلادی علی ابو حسون، حاکم وطاسی در شمال مراکش، اقتدار کامل سلطان عثمانی را به رسمیت شناخت، نامه‌ای مبنی بر تسلیم فرستاد و خود را تابع عثمانی اعلام کرد و بدین ترتیب مقام تابع را به فاس نسبت داد. بعدها در سال ۱۵۴۹، عثمانی‌ها قادر به مداخله نظامی نبودند، زیرا وطاسی‌ها فاس را به رقبای سعدی خود به رهبری محمد الشیخ واگذار کردند.

### دوره دوم وضعیت واسال (دست‌نشاندگی)
اتحاد ابو حسون با عثمانی‌ها در نهایت منجر به تصرف فاس در اوایل سال ۱۵۵۴ میلادی شد. به گفته لویی دو شنیه، نیروهای صلاح رئیس شامل ۴٬۰۰۰ سرباز و نیروهای محمد الشیخ بیش از ۲۰٬۰۰۰ نفر بودند و تعداد آنها بیش از پنج برابر ارتش صلاح رئیس بود. به گفته ارنست مرسیه، تعداد سربازان صلاح رئیس ۱۱٬۰۰۰ نفر بود در حالی که نیروهای محمد الشیخ ۴۰٬۰۰۰ نفر بودند. صلاح رئیس توانست سعدیان را شکست دهد و فاس را فتح کند و ابو حسون، حاکم وطاسی را به عنوان دست نشانده عثمانی‌ها بر تخت سلطنت بنشاند.

### پیامدها
سربازان عثمانی، ترک‌ها و بربرهای کابیلیه، به مدت چهار ماه در فاس ماندند و مردم را آزار دادند تا اینکه علی ابو حسون، عقب‌نشینی نیروهای عثمانی را پذیرفت. پس از عقب‌نشینی از فاس، صلاح رئیس به حاکم سعدی اطمینان داد که دیگر به دشمنش، علی ابو حسون، کمکی نخواهد کرد. سپس علی ابو حسون برای ارتش خود مزدور استخدام کرد. با این حال، وتاسیدها که اکنون بدون کمک سربازان عثمانی بودند، در نبرد تادله شکست خوردند و فاس توسط سعدی‌ها دوباره فتح شد.

## تصرف فاس (۱۵۷۶)

### پیشینه
پس از ترور محمد الشیخ سعدی توسط عثمانی‌ها، عبدالملک و برادرش از مراکش گریختند. عبدالملک در طول تبعید خود به یکی از اعضای مورد اعتماد دستگاه عثمانی تبدیل شد. مراد سوم با پیشنهاد عبدالملک مبنی بر تبدیل مراکش به یک دست نشانده عثمانی در ازای حمایت مراد در کمک به او برای به دست آوردن تاج و تخت سعدی موافقت کرد. سپس مراد سوم به رمضان پاشا، فرماندار الجزایر، دستور داد تا به مراکش حمله کند و عبدالملک را به عنوان دست نشانده عثمانی بر تخت سلطنت بنشاند و بنابراین آنها از الجزایر خارج شدند.

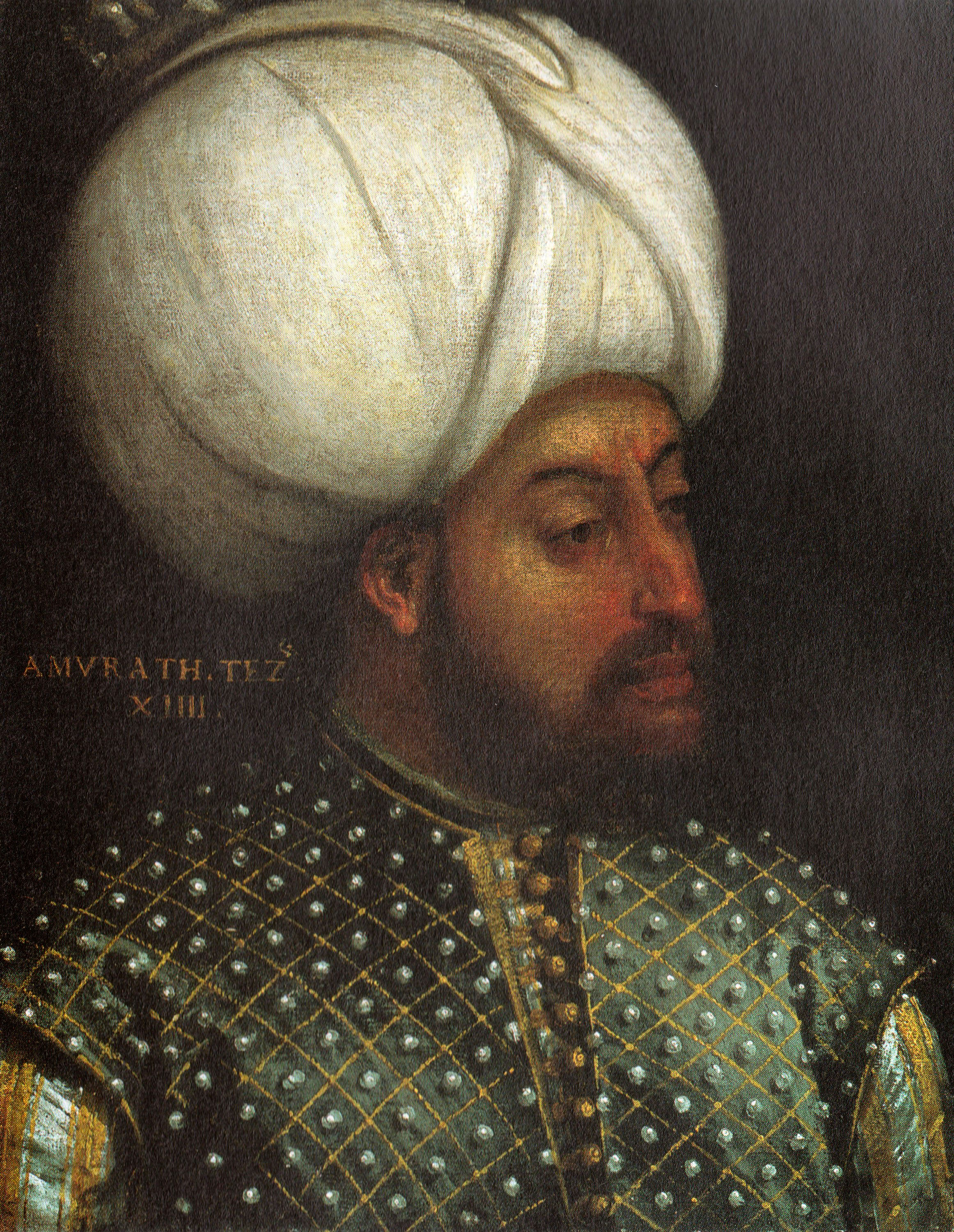
سلطان مراد سوم عثمانی

### دوره سوم وضعیت واسال (دست‌نشاندگی)
رمضان پاشا به همراه عبدالملک و ارتش عثمانی به فاس رسید. فاس به راحتی فتح شد و این امر باعث شد که ابو عبدالله محمد، حاکم سعدی، به شهر مراکش فرار کند. با این حال، شهر مراکش نیز فتح شد. عبدالملک سپس حکومت مراکش را به عنوان یک دست نشانده عثمانی به دست گرفت و حاکمیت عثمانی را به رسمیت شناخت. نام مراد در نماز جمعه خوانده می‌شد و بر روی سکه‌ها ضرب می‌شد که نشان دهنده دو نشانه سنتی حاکمیت در جهان اسلام است. عبدالملک نیروهای عثمانی را در ازای طلا به الجزایر بازگرداند، در حالی که مفهوم دست نشاندگی را نسبت به آنچه سلطان عثمانی، مراد سوم، تصور می‌کرد، سست‌تر می‌دانست. عبدالملک خود را به عنوان دست نشانده باب عالی به رسمیت شناخته بود. دوران سلطنت عبدالملک (۱۵۷۶–۱۵۷۸) به عنوان دوره‌ای از خراجگزاری مراکش به امپراتوری عثمانی شناخته می‌شود.

### پیامدها
پس از پیروزی، عبدالملک نامه‌ای از مراد سوم دریافت کرد که شامل تبریک پدرانه‌ای از طرف سلطان مراد سوم به او بود، در این نامه هرچند سلطان مراد خوشنودی خود را از نتیجه نبرد اعلام کرده بود، اما ناامیدی خود را نیز از کار ناتمام ابراز می‌کرد، زیرا حاکم مخلوع، ابوعبدالله محمد، هنوز زنده مانده بود. او نخستین حاکم سعدی بود که سنت عدم پیوند با یک نهاد خارجی را شکست و در نامه‌هایش وی را «برده ترک بزرگ» توصیف می‌کرد. او گروهی از مشاوران تُرک خود را مأمور کرد تا ارتش خود را در امتداد خطوط عثمانی بازسازی کنند.
در سال ۱۵۷۸، عبدالملک با حمایت عثمانی‌ها در نبردی علیه امپراتوری پرتغال جنگید که هرچند در آن نبرد جان خود را از دست داد، اما با این حال، نتیجه این نبرد پیروزی بزرگی برای او و بازماندگانش بود. برادرش احمد المنصور جانشین عبدالملک شد که در آغاز سلطنت خود رسماً حاکمیت سلطان عثمانی را به رسمیت شناخت، ولی با گذشت زمان کم‌کم به سوی استقلال علنی حرکت کرد. احمد المنصور پس از گذشت چهارسال از آغاز سطلنت خود، ضرب سکه به نام مراد را متوقف کرد، نام مراد را از خطبه حذف کرد و استقلال کامل خود را از عثمانی‌ها در سال ۱۵۸۲ میلادی اعلام نمود.
سپس بیگلربیگی الجزایر، مراد سوم را متقاعد کرد که حمله به مراکش را مجاز کند. احمد سپس سفیری با هدایای قابل توجه به قسطنطنیه فرستاد، به این امید که مراد سوم حمله را لغو کند. مراکشی‌ها بیش از صدهزار سکه طلا خراج پرداختند و موافقت کردند که به سلطان عثمانی احترام بگذارند، در عوض آنها به طور غیررسمی تنها گذاشته شدند. آنها با پیمان به رسمیت شناختن متقابل موافقت کردند و روابط صلح‌آمیز را حفظ کردند. احمد هر ساله هدیه‌ای به استانبول می‌فرستاد که عثمانی‌ها آن را به عنوان خراج و به رسمیت شناختن برتری خود می‌دانستند و مراکشی‌ها آن را راهی برای تجلیل از عثمانی‌ها به خاطر دفاع از سرزمین‌های اسلامی می‌دانستند.